# ویسوکیه مازوویتسکیه
ویسوکیه مازوویتسکیه (به لاتین: Wysokie Mazowieckie) یک منطقهٔ مسکونی در لهستان است که در شهرستان وسوکیه مازوویتسکیه واقع شده‌است. ویسوکیه مازوویتسکیه ۱۵٫۲۴ کیلومتر مربع مساحت و ۹٬۵۰۳ نفر جمعیت دارد.